# Dorst (Pays-Bas)
Pour les articles homonymes, voir Dorst (homonymie).
Dorst est un village situé dans la commune néerlandaise d'Oosterhout, dans la province du Brabant-Septentrional. Le 1er janvier 2004, le village comptait 2 430 habitants.